# Mable E. Buland Campbell
Mable Electa Buland Campbell (1885-1961) fue profesora de inglés en el estado de Washington durante los inicios del siglo XX y fue, por un tiempo, la persona más joven en tener un doctorado en Estados Unidos. Buland también fue activa en grupos de mujeres asociadas con el sufragio femenino.

## Educación y primeros años
Criada en el Oeste, Buland obtuvo su B.A. en 1904 y su M.A. en 1908 por la Universidad de Washington. Buland hizo estudios de posgrado en Yale de 1906 a 1907 y de 1908 a 1909, y en laUniversidad de Columbia de 1907 a 1908 antes de recibir su grado de Doctorado en inglés de Yale. Cuando completó su grado de doctorado, Buland era la persona más joven en América en obtener uno.
El trabajo de Buland, La Presentación del Tiempo en el Drama Isabelino, fue publicado en 1912.

## Carrera
Cuando Buland era estudiante de postgrado en la Universidad de Washington, trabajó como ayudante en Pedagogía en la Universidad. Después de recibir su título de maestría, Buland regresó a Washington para convertirse en profesora de inglés en la Universidad de Puget Sound de 1909 a 1910. De 1910 a 1911, Buland enseñó inglés en Whitman College.
Después de dejar la educación superior, Buland sirvió como Superintendente de Escuelas de la ciudad de Kalama, Washington de 1915 a 1916.

## Participación comunitaria
Buland era miembro activo del Club de la Mujer en Kalama, y sirvió como presidenta del grupo durante 1919. Los clubs de mujeres a menudo ofrecían a mujeres, que tenían poco o ningún acceso a la educación, la oportunidad de aprender sobre asuntos actuales, particularmente en el estado de Washington, donde las mujeres obtuvieron el derecho de votar antes que las mujeres en muchas otras áreas del Rstados Unidos. Los clubs de mujeres también se ocupaban de asuntos sobre el sufragio femenino.
En el otoño de 1924, cuando Emma Smith Devoe dimitió de su posición como vicepresidenta del Comité Central Estatal Republicano, Buland tomó su posición. La posición debía ayudar a establecer los clubs de mujeres y organizar a las mujeres republicanas para las siguientes elecciones.

## Vida personal
En octubre de 1911, Buland George se casó con Norman Campbell, y en febrero de 1917, la pareja tuvo un hijo, George Buland.